# 모델 체인지
모델 체인지(영어: model change)는 제조업에서 제품의 외관 및 사양을 변경하여 신제품을 출시하는 것을 의미하며 자동차 제조업의 모델 체인지가 대표적이다.

## 같이 보기
- 제조업